# O Roubo da Taça
O Roubo da Taça é um filme de comédia do Brasil de 2016.

## Sinopse
O filme é baseado na história do Roubo da taça Jules Rimet em 1983, com Sérgio Peralta (Paulo Tiefenthaler), e sua namorada, Dolores (Taís Araújo), como protagonistas.

## Elenco
- Paulo Tiefenthaler como Sérgio Peralta
- Taís Araújo como Dolores
- Danilo Grangheia como Chico Barbudo (Borracha)
- Milhem Cortaz como Cortez
- Fabio Marcoff como Diego Armando Garcia
- Pedro Wagner como Geraldinho
- Leandro Firmino como Cecílio
- Thelmo Fernandes como Luiz Gustavo
- Otto Jr. como Moacir
- Stephan Nercessian como Giulite Coutinho
- Hamilton Vaz Pereira como Bispo
- Grace Passô  como Verinha
- Mr. Catra como Albino

## Recepção
Marcelo Hessel, em sua crítica para o Omelete disse que apesar dos típicos erros dos filmes de comédia do Brasil "as viradas conseguem se manter até o final, e o prêmio de melhor roteiro atribuído no Festival de Gramado não é injustificado."
Tiago Faria, da Veja, foi menos elogioso em seu comentário: "As piadas, ingênuas demais, não decolam. Já a direção de arte caprichada, o bom time de coadjuvantes e a atuação matadora de Paulo Tiefenthaler, no papel do larápio Peralta, são de primeira divisão."
O Estado de S.Paulo, Luiz Zanin Oricchio: "'O Roubo da Taça' é uma neochanchada entre a mordacidade e a grosseria (...) O estilo adotado (...) é o da comédia gritada, com pé no grotesco, que rende alguns momentos de graça, mas, no todo, parece um tanto tediosa."
Ganhou quatro prêmios no Festival de Gramado 2016 (ator, para Paulo Tiefenthaler, roteiro, fotografia e direção de arte), e sob o título em inglês Jules and Dolores, conquistou o prêmio do público no South by Southwest, nos Estados Unidos.